# よみうりテレビ制作木曜9時枠連続ドラマ
よみうりテレビ制作木曜夜9時枠連続ドラマ（よみうりテレビせいさくもくようよるくじわくれんぞくドラマ）は、1969年10月から1980年3月、および1994年4月から1995年9月まで、よみうりテレビを制作局として、日本テレビ系列で毎週木曜21:00 - 21:54（JST、1974年3月までは21:30 - 22:26→22:25、1975年9月までは21:00 - 21:55）に放送されていた連続テレビドラマの放送枠である。

## 枠の歴史
- 1980年3月に一旦連続ドラマ枠を終了後、日本テレビ系列の木曜21時台には同じよみうりテレビ制作の2時間ドラマ枠『木曜ゴールデンドラマ』→『ドラマシティ'92・93』が設けられていた。1994年4月に連続ドラマ枠復活第1作となる『三軒目の誘惑』放送前の約1ヶ月間は関西地区限定で「ドラマ・イズ・バック!!チャンネル10」のフレーズのミニ宣伝が頻繁に流されていた。

- 元々木曜夜9時枠はTBSとテレビ朝日のドラマ対決があり、そこに参戦した形となっていたが、当時は1994年4月～9月クールと1995年4月～9月クールで「HOTEL」の初の2クール(半年)放送が行われ、好視聴率を獲得し続けTBSの一人勝ちの状態だった側面があり、視聴率面で完全に敗北していた事などからヒット作には恵まれず、移行から1年半後の1995年の秋改編に伴い、木曜21時台は再度バラエティ枠へと移行することとなった[注釈 1]。またこれに伴い、日本テレビ21時枠のドラマは『土曜ドラマ』だけとなり（平日は全廃）、2017年春の改編で『土曜ドラマ』が土曜22時に繰り下がるため、21時台に連続ドラマ枠が一旦無くなったが、2024年4月改編で『水曜ドラマ』と土曜21時枠のバラエティとの枠交換により、7年ぶりに土曜21時枠が『土ドラ9』としてドラマ枠が復活している。

## 放送作品一覧

### 第1期

#### 1969年
- 検事霧島三郎 - ここから21:30 - 22:26。

#### 1970年
- 細うで繁盛記

#### 1971年
- ぼてじゃこ物語

#### 1972年
- 細うで繁盛記2 - 継続中の1972年10月より22:25終了（1分縮小）。

#### 1973年
- らっきょうの花
- 新･細うで繁盛記

#### 1974年
- おきばりやす
- 花はあしたに - ここから21:00 - 21:55。
- 氷紋

#### 1975年
- 北都物語-絵梨子のとき-
- 野わけ
- 冬の陽 - ここから21:54終了（更に1分縮小）。

#### 1976年
- 女の橋
- さよならの夏
- 渇愛
- 暖流

#### 1977年
- この世の花
- 今はバラ色が好き

#### 1978年
- 空は七つの恋の色
- 恋人たちの垣根

#### 1979年～1980年
- そっとさよなら
- 特選サスペンス - つなぎ番組として放送された単発ドラマシリーズ。
  - 俺が愛した謎の女
  - 背信
  - 黒いカーテン
  - シンデレラとギャングと
  - 車椅子の女
  - 死刑執行命令
- 怒れ兄弟!

この間は1時間ドラマを中断し、2時間ドラマ『木曜ゴールデンドラマ』『ドラマシティ92・93』、バラエティ番組『谷村新司のテレビ裸の王様』『板東英二のズバリ!直球勝負』を放送。

### 第2期

#### 1994年
- 三軒目の誘惑 制作：泉放送制作
- お玉・幸造夫婦です - 制作：KANOX
- 男はいらない 自社制作

#### 1995年
- 寝たふりしてる男たち
- 禁じられた遊び
- 好きやねん